# Список монетных дворов Византии
Византийские монетные дворы — монетные дворы, учреждённые и действовавшие в Византийской империи. Кроме основных дворов в Константинополе и других крупных городах, существовало много мелких в провинциях. В большинстве своём такие малые дворы были основаны в VI веке, но к середине VII века большинство из них (за исключением сиракузского) было закрыто. После потери сиракузского двора в 878 году Константинополь стал единственным византийским городом, чеканившим деньги, и оставался им до конца XI века, когда начали восстанавливаться провинциальные монетные дворы. Чеканка монет в Константинополе и Трапезунде продолжалась вплоть до турецкого завоевания этих городов в середине XV века.

## История
Монетное дело Римской империи было реформировано императором Диоклетианом в конце III века. Количество монетных дворов, за редкими исключениями, было ограничено до одного на диоцез, а их работу стали контролировать префекты преториев и комит священных щедрот. В течение последующих двух веков чеканка монет из драгоценных металлов была полностью переведена под контроль императора и комитов.
В V веке монетное дело Римской империи претерпело крах. Западная Римская империя была завоёвана германскими племенами, и только некоторые монетные дворы на Западе, в основном в Королевстве остготов и Бургундском королевстве, продолжали работу, чеканя в том числе золотые солиды. На территории Восточной Римской империи большая часть дворов действовала по-прежнему до правления Флавия Зенона, но ко времени вступления на престол Анастасия I работающие монетные дворы остались только в Константинополе и Фессалониках. В 498 году Анастасий при помощи комита священных щедрот Иоанна из Пафлагонии провёл глобальную реформу монетного дела и заново открыл монетные дворы в Никомидии и Антиохии.
Во времена Юстиниана I число действующих монетных дворов достигло 14, благодаря, главным образом, его завоеваниям в Италии, Африке и Испании. Новые дворы были отняты у вандалов и остготов и находились в Карфагене, Риме, Равенне, Картахене и провинциях. Большинство чеканило бронзовые монеты, Карфагену и Равенне был дозволен выпуск серебряных, а золотые монеты чеканились только в Катании, Константинополе и Фессалониках.
Территориальные потери в VII веке (результаты Ирано-византийской войны 602—628 годов, славянских вторжений на Балканы и войн с исламскими странами) привели к закрытию большинства монетных дворов. В 628—629 годах император Ираклий I закрыл и все оставшиеся провинциальные дворы, за исключением двора в Александрии, просуществовавшего до 646 года, когда город был завоёван арабами. На Западе монетное дело также переживало кризис, к IX веку из всех монетных дворов действовал только сиракузский.
После падения Сиракуз в 878 году константинопольский монетный двор остался единственным в Византии, чеканившим золотые и серебряные монеты. Примерно в 860 году заново открылся херсонесский двор, но он выпускал только медь. Во второй половине XI века возобновил работу двор в Фессалониках, ставший основным монетным двором в византийских провинциях. В последние века существования Византийской империи работали и другие провинциальные дворы — в Фивах, Коринфе, Никее и так далее. Иногда узурпаторы или правители полуавтономных областей, например, Исаак Комнин, император Кипра, открывали собственные дворы. Но главная роль в монетном деле Византии всегда принадлежала двору в Константинополе.

## Список
| Местонахождение       | Годы действия                                | Знаки двора                       | Примечания | Образцы монет                                             |
| --------------------- | -------------------------------------------- | --------------------------------- | --- | --------------------------------------------------------- |
| Адрианополь           | 1354 — 1356                                  |                                   | Действовал во время правления Матфея Кантакузина. Возможно, периодически переезжал в Дидимотику |                                                           |
| Александретта         | 609 — 610                                    | ΑΛΕΞΑΝΔ                           | Действовал в период войны Ираклия I и Фоки | Ираклий I. Солид                                          |
| Александрия           | до 330 — после 475 525 — 646                 | ΑΛΕΞ ΑΛΞΟΒ                        | Действовал с периода правления Диоклетиана до времени правления Зенона как монетный двор египетского диоцеза. Восстановлен ок. 525 года, работал вплоть до арабского завоевания Александрии |                                                           |
| Антиохия              | до 330 — после 475 512 — 610                 | ΑΝ ΑΝΤΙΚ ΑΝΤΧ THEUP THEUPO ΘVΠOΛS | Действовал с периода правления Диоклетиана до времени правления Зенона как монетный двор восточного диоцеза. Восстановлен Анастасием I. Переименован в Теополисский (др.-греч. Θεούπολις, Город Бога) после землетрясения 526 года. После 610 года, очевидно, функции антиохийского двора перешли к иерусалимскому | Констанций I Хлор. Аргентиус, ок. 295 г.                  |
| Арта                  | около 1204 — 1271                            |                                   | Основной монетный двор Эпирского царства. Конкретное местонахождение неизвестно, но, скорее всего, находился в Арте — столице царства | Феодор Комнин Дука. Скифата                               |
| Карфаген              | 533 — около 695                              | CAR KAR KART CT CRTG KRTG         | Был основан Диоклетианом, но вскоре был перемещён в Остию Антику. В Карфагене же вандалы разместили новый двор, который позже был отвоёван византийцами. В 695 году из-за опасности арабских завоеваний карфагенский монетный двор снова переехал, на этот раз на Сардинию                                         | Домиций Александр. Фоллис                                 |
| Картахена             | около 560 — 624                              |                                   | Действовал в южной Испании, пока не был отвоёван вестготами |                                                           |
| Катания               | около 582 — 629                              | CAT                               | | Монета в 40 нуммий из Катании, аверс                      |
| Херсонес              | VI в. конец IX — начало XI в.                | ΧΕΡCWΝΟC ΧΕΡCΟΝΟC                 | Действовал в период правления Юстиниана I, затем Маврикия, а позже — во время правления Василия I и Василия II | Маврикий. Фоллис                                          |
| Констанция (Кипр)     | 610 около 626—629                            | ΚΥΠΡΟV ΚΥΠΡΕ KYΠΡ CΠΡ             | Действовал во время правления Ираклия, чтобы покрыть военные расходы | Ираклий I. Солид                                          |
| Константина (Нумидия) | 540/541 — 592/593                            | CON                               | Действовал периодически, монет было отчеканено очень мало |                                                           |
| Константинополь       | 330 — 1204 1261 — 1453                       | CON CONOB CONOS COB               | Действовал в течение всего существования Византийской империи, за исключением периода, когда он принадлежал Латинской империи | Юстин I. Тремисс                                          |
| Кизик                 | 518 — 629                                    | KYZ KY                            | При Диоклетиане был монетным двором азиатского диоцеза. Был восстановлен Анастасием I и работал более века с небольшими перерывами, вызванными ирано-византийской войной | Византийский фоллис из Кизика, реверс                     |
| Исаврия               | 617/618 — 618/619                            | ISAYR                             | Утверждён для покрытия расходов на ирано-византийскую войну. Перенесён в 617 году из Силифке и вскоре закрыт из-за опасности со стороны персов |                                                           |
| Иерусалим             | 608 — 614/615                                | ΙΠ ΙΧ IEΡOCO XC NIKA              | Скорее всего, утверждён после переезда в город монетного двора из Антиохии. Действовал до взятия Иерусалима Сасанидами |                                                           |
| Магнесия у Сипила     | 1214 — 1261                                  |                                   | Главный монетный двор Никейской империи после переезда никейского двора в Магнесию | Михаил VIII Палеолог. Иперпир                             |
| Неаполь               | около 661 — 830—840                          | NE                                | Действовал со времени правления Константина IV до правления Феофила |                                                           |
| Никея                 | около 1208 — 1214                            |                                   | Главный монетный двор Никейской империи. Переехал в Магнесию, скорее всего, из-за близости к Никее территорий Латинской империи в Вифинии и для того, чтобы быть не так далеко от любимой резиденции никейских императоров — Нимфею                                                                                |                                                           |
| Никомидия             | 498 — 627                                    | NIK NIKO NIC NIKM NIKOMI NI       | Утверждён Диоклетианом как монетный двор понтского диоцеза. Действовал до конца V века, был заново открыт Анастасием и затем работал до 627 года с небольшими перерывами, вызванными Ирано-византийской войной | Византийский фоллис из Никомидии, реверс. Примерно VI век |
| Никосия               | 1184 — 1191                                  |                                   | Главный монетный двор из основанных Исааком Комнином, императором Кипра | Византийские монеты из Никосии                            |
| Перуджа               | 552/553                                      | P                                 | Существование маловероятно |                                                           |
| Филадельфия           | 1188 — 1189 XIV в.                           | ΦΛΔΦ                              | Первые монеты отчеканены в короткий период узурпации Феодора Мангафаса. В XIV веке чеканка возобновилась, хотя Филадельфия была окружённым турецкими территориями византийским анклавом, и продолжалась до захвата города в 1390 году                                                                              |                                                           |
| Филиппополь           | несколько лет с 1092 года                    |                                   | Действовал в первые годы монетарной реформы Алексея I Комнина | Алексей Комнин. Скифатный биаспр                          |
| Равенна               | около 540 — конец VIII в.                    | RAV RA RAB RAVEN RAVENNA          | Был закрыт почти сразу после захвата Равеннского экзархата (584—751) Лангобардским королевством | Юстин II. Полсиликвы                                      |
| Родос                 | 1232 — 1248                                  |                                   | Занимался чеканкой денег правителей Родоса и близлежащих островов, братьев Льва и Иоанна Гавала |                                                           |
| Рим                   | 540 — 750                                    | ROM ROMA ROMOB                    | Формально действовал до 751 года, когда Рим вышел из-под контроля Византии, фактически был почти автономным с VII века | Лев III Исавр. Солид                                      |
| Салона                | около 535                                    |                                   | Действовал только в период правления Юстиниана I |                                                           |
| Сардиния              | 695 — после 717                              | S                                 | Утверждён, скорее всего, в Кальяри, после переезда на остров карфагенского монетного двора. Действовал до времени правления Льва III Исавра |                                                           |
| Селевкия              | 615 — 616                                    | SELISU SEL                        | Утверждён для покрытия расходов на Ирано-византийскую войну. В 617 году переехал в Исаврию |                                                           |
| Сиракузы              | после 643/644 — 878                          | SECILIA CVΡΑΚΟVCI                 | Действовал вплоть до завоевания города арабами. До его утверждения монеты на остров привозили из Константинополя | Михаил I Рангаве. Фоллис                                  |
| Фивы                  | II половина XII в.                           |                                   | Местонахождение спорно. Монетный двор чеканил полутетартероны для фем Эллады и Пелопоннеса. Он мог находиться также и в Коринфе или Афинах. Действовал с периода правления Мануила I Комнина до воцарения Исаака II Ангела                                                                                         |                                                           |
| Фессалоники           | 330 — 629/630 конец XI — середина XIV в.     | TES ΘΕC ΘΕS THESSOB TESOB THSOB   | Действовал со времён Диоклетиана. Сначала был монетным двором диоцеза Мёзии, затем диоцеза Македонии и преторианской префектуры Иллирии Вновь открыт Алексеем Комнином. В 1204—1224 годах был монетным двором Королевства Фессалоники. Последние отчеканенные монеты датируются 1387 годом                         | Констанций Галл. Солид                                    |
| Трапезунд             | конец XI — середина XII в. около 1230 — 1461 |                                   | Основан семьёй Габрас, правителями Халдии. Со времени правления Андроника I Гида был монетным двором Трапезундской империи | Мануил I Комнин. Аспр                                     |